# Charles Johnson (giocatore di football americano 1989)
Charles David Johnson (Elsmere, 27 febbraio 1989) è un giocatore di football americano statunitense attualmente free agent, che gioca nel ruolo di wide receiver. Fu scelto nel corso del settimo giro (216º assoluto) del Draft NFL 2013 dai Green Bay Packers. Al college ha giocato a football alla Grand Valley State University.

## Carriera professionistica

### Green Bay Packers
Johnson fu scelto nel corso del settimo giro del Draft 2013 dai Green Bay Packers.

### Cleveland Browns
Il 12 ottobre 2013, Johnson firmò con la squadra di allenamento dei Cleveland Browns, con cui non scese mai in campo nella stagione regolare.

### Minnesota Vikings
Il 20 settembre 2014, firmò per fare parte della squadra di allenamento dei Minnesota Vikings. Debuttò come professionista nella gara della settimana 5 contro i Green Bay Packers ricevendo un passaggio da 7 yard. Nel finale di stagione conquistò il posto di titolare ai danni di Cordarrelle Patterson, segnando il suo primo touchdown nella settimana 12 ancora contro i Packers e ripetendosi due settimane nella vittoria sui New York Jets, in cui superò per la prima volta le cento yard ricevute in una partita.

### Carolina Panthers
Divenuto free agent nel 2017, il 10 marzo firmò un contratto annuale da 2,2 milioni di dollari con i Carolina Panthers.

## Statistiche
| Partite totali         | 27  |
| Partite da titolare    | 12  |
| Yard su ricezione      | 692 |
| Touchdown su ricezione | 2   |

Statistiche aggiornate alla stagione 2016